# Егорье (Московская область)
Егорье — село в Лотошинском районе Московской области России.
Относится к Ошейкинскому сельскому поселению, до реформы 2006 года относилось к Ошейкинскому сельскому округу. По данным Всероссийской переписи 2010 года численность постоянного населения села составила 3 человека (2 мужчин, 1 женщина).

## География
Расположено на левом берегу реки Ламы между устьями Большой и Малой Сестры, примерно в 18 км к северо-востоку от районного центра — посёлка городского типа Лотошино. Ближайшие населённые пункты — деревни Доры, Матюшкино, Грибаново, Степаньково и Бородино.

## Исторические сведения
До 1929 года входило в состав Ошейкинской волости 2-го Волоколамского уезда Московской губернии.
При межевание 1769 года значилось как Егорьевский погост.
По сведениям 1859 года — село Егорье (Георгиевский погост) со 143 жителями (73 мужчины и 70 женщин), 25 дворами и православной церковью.
По данным на 1890 год в селе (Егорьевское) числилось 72 души мужского пола, имелось земское училище, 23 апреля и 21 ноября проходили ярмарки.
По материалам Всесоюзной переписи населения 1926 года проживало 186 человек (84 мужчины и 102 женщины), насчитывалось 40 хозяйств, имелась школа.
В 1929—1954 годах Егорье было центром Егорьевского сельсовета.

## Население
| 1852 | 1859 | 1926 | 2002 | 2006 | 2010 |
| ---- | ---- | ---- | ---- | ---- | ---- |
| 143  | →143 | ↗186 | ↘23  | ↘10  | ↘3   |

## Достопримечательности
- Ранее в селе находилась Церковь Георгия Победоносца на Георгиевском погосте — кирпичный храм с трапезной и колокольней (1851—1873). Приделы в трапезной Покровской и Флора и Лавра. В 1953 году церковь была разрушена, а в 2004 году на её месте установлен поклонный крест[13].
- В деревне находится братская могила советских воинов, погибших в годы Великой Отечественной войны 1941—1945 гг[14].